# Gastronomia del Baix Ebre i el Montsià
La gastronomia del Baix Ebre i del Montsià és la tradicional de les terres de l'Ebre. És pagesa i de pescadors, i molt propera a la valenciana.

## Ingredients bàsics
- Hortalissa: carxofa, tomàquet, ceba, pebrot,
- Verdura: garrofetes, calçot,
- Peix: anguila, tonyina, sardina, verat, bacallà,
- Marisc: escamarlà, galera, llagostí, ostrons
- Carn i aviram: cabra de Rasquera,
- Fruita: nectarina, mandarina, clementina, taronja, llimona,
- Altres: oli d'oliva, arròs, mel, embotits,

## Especialitats

### Baldana
La baldana és un embotit semblant al botifarró que, com la morcilla, si bé no ho és, pot ser de ceba o d'arròs, i que es fa amb sang i cansalada. Recentment s'ha creat una baldana d'arròs que no conté sang.

### Botifarra de mondongo
La botifarra de mondongo està feta amb carn de xai, sang i condiments. Es fa també a altres comarques tarragonines.

### Tallat
El tallat és una varietat de pa d'ús quotidià que es menja a les Terres de l'Ebre i que es caracteritza per uns talls en diagonal a la seva superfície que li donen el nom.

### Arròs
Es produeixen les denominacions "arròs del Delta de l'Ebre" i "arròs Molí de Rafelet"

### Oli d'oliva
Les Terres de l'Ebre són de les comarques amb més importància i tradició en l'elaboració d'olis de Catalunya. i gaudeixen d'una Denominació d'Orígen Protegida, Oli del Baix Ebre-Montsià.

### Mel
Mel del Perelló

### Sal
Sal de les Salines de la Trinitat, a Sant Carles de la Ràpita.

## Plats
Destaquen els arrossos i els plats a base de peix o de marisc. També els plats amb un tipus de cargol que es diu vaqueta.
- Arròs rossejat

## Salses
- Allioli
- Salsa balandra
- Romesco
- Salvitxada

## Dolços
- Capseta, pastes amb ou, ametlla i sucre que es posen en capsetes de paper com les de les madalenes i que tradicionalment es menjava a les Festes Majors
- Cóc de brossat
- Cóc de maçanes, és a dir, de pomes, que se solia fer per volts de Sant Joan
- Coqueta de sagí, una pasta seca que es fa amb raïm, sucre, farina i ous i que es menjava tradicionalment a les festes majors. La seva forma pot variar una mica d'una localitat a una altra.
- Panolis o coques de panoli, fetes amb oli d'oliva, farina, sucre i matalafuga. Es venien per treure diners que financessin les festes majors però actualment es fan tot l'any.
- Pastissets en forma de mitges llunes, coberts de sucre i farcits de cabell d'àngel.
- Periquillos, d'ou, sucre, farina i matalafuga.
- Punyetes de Roquetes, una pasta rodona farcida, envoltada d'un cordó de la mateixa pasta, amb un forat o una ametlla al mig de la part superior i coberta de sucre fi. La pasta és d'oli d'oliva, mistela, anís, sucre i farina. El farciment està fet amb ametlles, ous, sucre i llet.
- Rotllet del secret, semblants a les rosquilles. Es fan amb oli d'oliva, ou, farina, sucre, llet i anís o aiguardent. Tradicionalment es menjaven per Nadal però ara també es fa en altres ocasions.
- Sopa de flam, feta amb trossos de flam, típica al Nadal a les terres de l'Ebre i el Maestrat.
- Torró de Xerta, un torró dur tradicionalment presentat en formes rodones i fet amb avellanes, mel, clara d'ou, sucre i canyella.